# چشم‌سفید دارچینی
چشم‌سفید دارچینی (نام علمی: Hypocryptadius cinnamomeus) نام یک گونه از تیره چشم‌سفید است.